# Viljandi (jezero)
Viljandi (1,55 km2 ili 155 ha) je jezero u okrugu Viljandimaa, Estonija. Jezero leži u dubokoj dolini, dubina mu je 11 metara, dužina 4,6 km, a širina 450 m. Potoci Uueveski i Valuoja, te brojni izvori utječu u jezero. U jugoistočnom dijelu jezera rijeka Raudna istječe iz njega. Glavne ribe u jezeru su deverika, bodorke, grgeč i štuka. Jezero i njegova obala čine zaštitćeno područje Viljandija.

## Vanjske poveznice
|  | Zajednički poslužitelj ima još gradiva o temi Viljandi (jezero) |